# Стасюк Дмитро Сергійович
Дмитро Сергійович Стасюк — старший лейтенант Збройних Сил України, учасник російсько-української війни, який загинув у ході російського вторгнення в Україну в 2022 році.

## Життєпис
В 2021 році закінчив магістратуру кафедри підйомно-транспортних машин Донбаської державної машинобудівної академії. У вересні 2021 року склав вступні іспити та був зарахований до аспірантури своєї альма-матер. Для досліджень обрав тему дисертації «Підвищення надійності експлуатації вантажепідйомних кранів у кліматичних умовах критично низьких температур та вологості повітря, на прикладі крану Palfinger». Наукове керівництво було доручено докторові технічних наук, професорові Павлу Гавришу. Молодий учений мав мрію працювати на станції «Академік Вернадський», і вже був зарахований до обліку як майбутній член антарктичної експедиції України.
З початком російського вторгнення в Україну перебував на передовій. Обіймав військову посаду заступника командира 1-го механізованого батальйону. В перші дні війни проявив себе і Указом Президента України № 79/2022 від 28 лютого 2022 року був нагороджений Орденом Данила Галицького.
Загинув 9 квітня 2022 року при виконанні бойового завдання. Під час боїв офіцер врятував 52 українських воїни від загибелі та полону. Похований в місті Дніпро на Алеї Слави Героїв.

## Нагороди
- Медаль «За військову службу» 2015 рік — відзначений медаллю # 1925 указом Президента України від 26 лютого 2015 року за особисту мужність і самовіддані дії, виявлені у захисті незалежності України[2].
- Нагрудний знак «Знак пошани» 2016 рік — відзначений Міністром оборони України відповідно до наказу Міністра оборони України від 20.01.2016 року.
- Орден Богдана Хмельницького III ступеня (2022, посмертно) — за особисту мужність і самовіддані дії, виявлені у захисті державного суверенітету та територіальної цілісності України, вірність військовій присязі[3].
- Орден Орден Данила Галицького (2022) — за особисту мужність і самовіддані дії, виявлені у захисті державного суверенітету та територіальної цілісності України, вірність військовій присязі[4].